# 鄭存秀
鄭 存秀（チョン・ジョンス、朝鮮語: 정존수、1910年5月14日または1914年5月4日 - 1993年9月4日）は、日本統治時代の朝鮮および大韓民国の検察官、裁判官、弁護士、政治家。第3・4代韓国国会議員。

## 経歴
ソウル特別市または京畿道平沢郡または京畿道水原郡出身。京城法学専門学校（現・ソウル大学校）卒。朝鮮総督府京城地方法院勤務を経て、検事、ソウル地方検察庁開城支庁長、判事、ソウル地方法院水原支院長、弁護士、初代総選挙京畿道選挙委員会委員長、自由党京畿道党委員長・党務委員・懲戒資格委員長・監察委員長、第3代国会張勉副統領狙撃犯証言に関する特別調査委員会委員長、第4代国会懲戒資格委員会委員長を務めた。1960年5月に3・15不正選挙の関係者として拘束同意要請が国会に提出された後、連帯責任を負って議員を辞職した。
1993年9月4日、ソウル市龍山区の自宅アパートで持病により死去。享年83。